# ژرمی برشه
ژرمی برشه (فرانسوی: Jérémie Bréchet‎؛ زادهٔ ۱۴ اوت ۱۹۷۹) بازیکن سابق فوتبال اهل فرانسه است.
از باشگاه‌هایی که در آن بازی کرده‌است می‌توان به باشگاه فوتبال المپیک لیون، باشگاه فوتبال سوشو، باشگاه فوتبال پی‌اس‌وی آیندهوون، باشگاه فوتبال تروا، باشگاه فوتبال رئال سوسیداد، باشگاه فوتبال اینتر میلان، باشگاه فوتبال بوردو، و باشگاه فوتبال سوشو اشاره کرد.
وی همچنین در تیم ملی فوتبال فرانسه بازی کرده‌است.